# Csen Seng-caj
Csen Seng-caj (kínaiul: 陈胜才) (1945. december 7. –) kínai nemzetközi labdarúgó-játékvezető.

## Pályafutása
A CFA Játékvezető Bizottságának (JB) minősítésével a League One, majd a Super League játékvezetője. Küldési gyakorlat szerint rendszeres partbírói szolgálatot is végzett. A nemzeti játékvezetéstől 1992-ben visszavonult.
A Kínai labdarúgó-szövetség JB terjesztette fel nemzetközi játékvezetőnek, a Nemzetközi Labdarúgó-szövetség (FIFA) 1985-től tartotta nyilván bírói keretében. A FIFA JB központi nyelvei közül az angolt beszéli. Több nemzetek közötti válogatott (Labdarúgó-világbajnokság, Ázsia-kupa, Ázsia-játékok), valamint klubmérkőzést vezetett, vagy működő társának partbíróként segített. A  nemzetközi játékvezetéstől 1992-ben búcsúzott.
Az 1985-ös U16-os labdarúgó-világbajnokságon a FIFA JB bíróként foglalkoztatta.
| Időpont          | Helyszín                   | Mérkőzés típusa              | Mérkőzés   | Eredmény | Nézők száma |
| ---------------- | -------------------------- | ---------------------------- | ---------- | -------- | ----------- |
| 1985. július 31. | Kijelölt Stadion, Tiencsin | csoportmérkőzés (B. csoport) | Kongó–NSZK | 1 – 0    | 20 000      |

Az 1989-es U20-as labdarúgó-világbajnokságon a FIFA JB hivatalnoki feladatokra vette igénybe.
| Időpont           | Helyszín                 | Mérkőzés típusa              | Mérkőzés           | Eredmény | Nézők száma |
| ----------------- | ------------------------ | ---------------------------- | ------------------ | -------- | ----------- |
| 1989. február 20. | King Fahd Stadion, Ta'if | csoportmérkőzés (D. csoport) | Irak–Spanyolország | 2 – 0    | 13 500      |

Az 1986-os labdarúgó-világbajnokság és az 1990-es labdarúgó-világbajnokság selejtezőiben a FIFA JB játékvezetőként alkalmazta. Selejtező mérkőzéseket az AFC zónában irányított. 
| Időpont           | Helyszín                | Mérkőzés típusa            | Mérkőzés            | Eredmény | Nézők száma |
| ----------------- | ----------------------- | -------------------------- | ------------------- | -------- | ----------- |
| 1985. április 5.  | Hadsereg Stadion, Dakka | előselejtező (3B. csoport) | Banglades–Thaiföld  | 1 – 0    | 7000        |
| 1989. március 15. | Városi Stadion, Dzsidda | előselejtező (2. csoport)  | Szaúd-Arábia–Szíria | 5 – 4    |             |

Az 1992-es Ázsia-kupa labdarúgó-bajnokságon az AFC JB bíróként alkalmazta.
| Időpont          | Helyszín                       | Mérkőzés típusa           | Mérkőzés                                   | Eredmény | Nézők száma |
| ---------------- | ------------------------------ | ------------------------- | ------------------------------------------ | -------- | ----------- |
| 1992. június 21. | Jassim Bin Hamad Stadion, Doha | előselejtező (C. csoport) | Thaiföld–Észak-koreai labdarúgó-válogatott | 2 – 1    | 38 000      |

Az  1990-es Ázsia-játékokon az AFC JB bíróként alkalmazta.
| Időpont              | Helyszín                   | Mérkőzés típusa              | Mérkőzés                               | Eredmény |
| -------------------- | -------------------------- | ---------------------------- | -------------------------------------- | -------- |
| 1990. szeptember 25. | XiannongtanStadion, Peking | csoportmérkőzés (C. csoport) | Jemen–Kuvait                           | 0 – 0    |
| 1990. október 1.     | Fengtai Stadion, Peking    | egyik negyeddöntő            | Irán–Japán                             | 1 – 1    |
| 1990. október 6.     | Munkás Stadion, Peking     | döntő                        | Iráni labdarúgó-válogatott–Észak-Korea | 0 – 0    |